# 国家地方警察茨城県本部
国家地方警察茨城県本部（こっかちほうけいさついばらきけんほんぶ）は、旧警察法時代に存在した茨城県の都道府県国家地方警察で、自治体警察を設けない地域を管轄区域とする。また国家地方警察東京警察管区本部の行政管理を受ける。
1954年（昭和29年）の新警察法の公布により廃止され、新たに都道府県警察として茨城県警察本部が発足した。

## 組織
1948年（昭和23年）時点
- 総務部
  - 秘書調査課、会計課
- 警務部 　 
  - 人事装備課、教養課
- 刑事部 　 
  - 捜査課、鑑識課、防犯統計課
- 警備部 　 
  - 警備課、交通課、通信課

## 地区警察署
1948年（昭和23年）時点
- 東茨城地区警察署
- 西茨城地区警察署
- 東那珂地区警察署
- 西那珂地区警察署
- 東久慈地区警察署
- 西久慈地区警察署
- 多賀地区警察署
- 南鹿島地区警察署
- 北鹿島地区警察署
- 行方地区警察署
- 東稲敷地区警察署
- 西稲敷地区警察署
- 北相馬地区警察署
- 南結城地区警察署
- 北結城地区警察署
- 筑波地区警察署
- 真壁地区警察署
- 新治地区警察署
- 猿島地区警察署

## 県内の自治体警察
- 水戸市警察
- 日立市警察
- 土浦市警察
- 古河市警察